# 丹北镇
丹北镇是中华人民共和国江苏省鎮江市丹阳市下辖的一个镇。丹阳市老北门外的一中心镇。
2014年2月19日，江苏省人民政府批复同意撤销丹阳市埤城镇、后巷镇、新桥镇，以其所辖区域设立丹阳市丹北镇，镇政府驻原后巷镇中心大街1号。

## 行政区划
丹北镇下辖以下村级行政区划单位：
新中社区、新巷村、姚家弄村、金桥村、滨江村、长春村、群楼村、镇南社区、镇北社区、东方村、前巷村、飞达村、新弄村、管山村、高桥村、嘉山村、丰裕村、济德村、镇中路社区、城中村、埤城村、常兴村、西丰村、尧巷村和宝山村。

## 地理
埤城位于江苏省丹阳市老北门外一中心镇。全镇面积73.5平方公里，人口3.8万余人。北部紧邻镇江大港新区，东接后巷镇，南邻云阳镇，西接丹阳市经济技术开发区。
境内的水晶山，范围约4平方公里，主峰海拔166.1米，是全市最高峰。
泰山水库为丹阳蓄水量最大的水库，水质极好。

## 历史文化
埤城原名卑林，三国时为东吴孙权养马之地，明嘉靖年间，此地曾设营寨、筑长城，以防倭寇，因此得名“埤城”。
境内有南朝齐代齐宣帝萧承之永安陵、齐高帝萧道成泰安陵、齐景帝萧道生修安陵和齐废帝鬰林王萧昭业陵4座，今存石刻6尊，其中天禄、麒麟各2尊、辟邪2尊，均为全国重点文物保护单位。

## 交通
S338纵向、通江大道和丹界公路横向贯穿镇区，宽阔的硬质路面通向每个自然村。
与丹阳市、镇江市有公交化便利交通。
紧邻沪宁高速公路，最近处距离丹阳入口处仅2千米。
泰州长江大桥和规划中的五峰山过江通道建成以后，丹北将成为沟通长江南北、江苏东西的交通枢纽。

## 经济
埤城工农业都很发达，2010年全镇实现GDP28亿元。
主要工业企业有沃得集团、晶谷集团、华宇等企业集团，其中沃得精机已在新加坡上市。